# Västersundom
Västersundom [-súndåm] (finska: Länsisalmi) är en stadsdel i Vanda stad i landskapet Nyland. 
Västersundom ligger vid kommungränsen mot Sibbo i sydöstra Vanda. På andra sidan kommungränsen ligger Östersundom. Hela området har mycket lite bebyggelse och landskapet består mestadels av åkrar. Av de cirka 30 personer som bor i stadsdelen har närmare 40 % svenska som modersmål. Närheten till havet syns i landskapet och den smala Borgarstrandsviken löper längs med stadsdelens södra gräns. Det finns flera viktiga naturskyddsområden i Västersundom: Borgrstrandsviken, Kasaberget och Svarta backen som hör till Natura 2000. 

## Helsingfors inkorporeringsplaner
Helsingfors stad ansökte sommaren 2006 om lov av statsrådet att inkorporera 3 000 hektar av Sibbo kommun. Eftersom Helsingfors och Sibbo inte har en gemensam landgräns ansökte Helsingfors stad om att få inkorporera den så kallade Västerkullakilen av Vanda, som inte ligger i Västerkulla utan i Västersundom. Vanda stad gav Västerkullakilen åt Helsingfors utan kompensation. Till en början var det meningen att Nedre Dickursby skulle bytas mot Västerkullakilen, men det föll på invånarnas motstånd i Nedre Dickursby. Statsrådet godkände Helsingfors ansökan strax efter midsommar 2007, men Sibbo kommun som hela tiden motsatt sig inkorporeringen överklagade till Högsta domstolen. 